# بيلي جونز (مغني أمريكي)
بيلي جونز (بالإنجليزية: Billy Jones)‏ هو مقدم برامج إذاعية ومغني أمريكي، ولد في 15 مارس 1889 في نيويورك في الولايات المتحدة، وتوفي بنفس المكان في 23 نوفمبر 1940.

## وصلات خارجية
- بيلي جونز على موقع IMDb (الإنجليزية)
- بيلي جونز على موقع ميوزك برينز (الإنجليزية)
- بيلي جونز على موقع ميوزك برينز (الإنجليزية)
- بيلي جونز على موقع ديسكوغز (الإنجليزية)
- بيلي جونز على موقع قاعدة بيانات الفيلم (الإنجليزية)